# Calypso (Q126)
«Каліпсо» (Q126) (фр. Calypso (Q126) — військовий корабель, прибережний підводний човен типу «Сірсе» 600 серії військово-морських сил Франції часів Другої світової війни.
Підводний човен «Каліпсо» був закладений 7 лютого 1924 року на корабельні компанії Chantiers Schneider et Cie у Шалон-сюр-Сон. 28 січня 1926 року він був спущений на воду, а 1 січня 1927 року увійшов до складу ВМС Франції.

## Історія служби
«Каліпсо» на початок Другої світової війни вже вважався застарілим. Корабель цього типу був розроблений незабаром після Першої світової війни, близько 1923 року, і після введення до строю в 1928 році тривалий час перебував в експлуатації.
На момент вступу Франції у Другу світову війну човен перебував у складі французького Середземноморського флоту в 13-му дивізіоні 5-ї ескадри 1-ї флотилії підводних човнів, дислокованої в Тулоні. 28 березня 1940 року «Каліпсо» (з однотипними човнами «Сірсе», «Тетіс» і «Доріс») вийшов з Орана з конвоєм 17-R, перетнувши Гібралтарську протоку й прибувши до Бреста.
8 травня 1940 року «Каліпсо» разом з п'ятьма британськими та семи французькими підводними човнами вийшов на патрулювання у Північне море, північніше Фризьких островів, біля узбережжя Нідерландів, для забезпечення прикриття східного входу до Ла-Маншу, в очікуванні можливого вторгнення Німеччини в Англію.
25 травня човен приєднався до невеликого конвою, що складався з «Сірсе», «Каліпсо», «Тетіс» та плавучої бази підводних човнів «Жюль Верн», що плив від Росайта до Данді, до якого кораблі щасливо дісталися ввечері. 4 червня човен (разом з іншими французькими підводними човнами) вирушив у зворотний рейс до Франції. Після прибуття до Бреста «Каліпсо» відремонтували на місцевому суднобудівному заводі. 18 червня 1940 року внаслідок наближення військ вермахту до порту Брест «Каліпсо» евакуювали до Касабланки (разом з підводними човнами «Касаб'янка», «Сфакс», «Понселе», «Персе», «Аякс», «Сірсе», «Тетіс», «Медузе», «Сібил», «Амазон», «Антіоп», «Орфей» і «Амфітріт»).
Після поразки Франції у Західній кампанії літом 1940 року корабель продовжив службу у складі військово-морських сил уряду Віші.
Після окупації Німеччиною територій, підпорядкованих уряду Віші, 8 грудня 1942 року корабель був захоплений німцями в Бізерті і переданий Італії. Човен так і не встигнув надійти на озброєння Королівських ВМС Італії, оскільки 30 січня 1943 року був затоплений у Бізерті в результаті нальоту американської та британської авіації.